# Úhošťanská lípa
Úhošťanská lípa je památný strom lípa malolistá (Tilia cordata) v Úhošťanech, části města Kadaň v okrese Chomutov v Ústeckém kraji. Nachází se na návsi u kostela svatého Havla.
Lípa roste v Doupovských horách na k. ú. Úhošťany v nadmořské výšce 390 m nad levým břehem Úhošťanského potoka.

## Základní údaje
Obvod kmene měří 356 cm, koruna stromu dosahuje do výšky 13 metrů (měření 2009). V roce 2009 bylo stáří stromu odhadováno na 300 let.
Lípa je chráněna od roku 1996 jako ochrana genofondu, součást kulturní památky a strom s významným vzrůstem.

## Stromy v okolí
- Svatohavelská lípa
- Lípa pod Úhoštěm
- Meziříčská lípa
- Skupina modřínů a smrků v pastvinském údolí